# Elseya dentata
Elseya dentata är en sköldpaddsart som beskrevs av  John Edward Gray 1863. Arten ingår i släktet Elseya och familjen ormhalssköldpaddor. Inga underarter finns listade i Catalogue of Life.

## Utbredning och habitat
Elseya dentata lever i floder i norra Australien, från Kimberley-distriktet i Western Australia österut genom Northern Territory till Burnettfloden i sydöstra Queensland.
Arten återfinns i permanent strömmande stora floder och tillhörande laguner och korvsjöar. Den kan hittas på grunda steniga ställen, djupa pooler, sträckor med långsamt strömmande vatten och i områden med döda träd.